# Henry Murray
Henry Alexander Murray (13 de maio de 1893 - 23 de junho de 1988) foi um psicólogo norte-americano. Dirigiu por aproximadamente 30 anos a Universidade de Harvard. Foi diretor da Clínica Psicológica de Harvard na Escola de Artes e Ciências após 1930 e colaborou com os estudos de Stanley Cobb, ajudando a incluir a psicologia na grade curricular da universidade.

## Experimentos com Cobaias Humanas
Do início de 1959 até o final 1962, Henry Murray, Diretor da Clínica Psicológica da Harvard na Escola de Artes e Ciências, foi o responsável pelas atividades do Projeto MKULTRA patrocinado pela CIA.
O projeto MKULTRA usou como cobaias humanas, um número desconhecido de pessoas inclusive de outros países e dezenas de estudantes de Harvard e até professores e sem consentimento para testar drogas alucinógenas. 
As experiências se concentraram em medir a reação das pessoas sob estresse extremo, ao que o próprio Murray chamou de " ataques arrebatadadoramente pessoais e abusivos", que incluíam ataques aos seus egos, ideias e crenças para causar altos níveis de estresse e angústia. Entre os estudantes estava o prodígio intelectual de 16 anos de idade e estudante da Harvard Ted Kaczynski, que mais tarde se tornou conhecido como "O Unabomber"
A Pesquisa ilegal da CIA veio a público em 1975, por uma comissão de inquérito durante uma investigação do  Congresso dos Estados Unidos sobre as atividades da CIA.
As investigações do Congresso foram prejudicadas pelo fato do então diretor do CIA, Richard Helms, ter ordenado a destruição de todos os dados e arquivos ligados aos experimentos em humanos feitos durante o Projeto MKULTRA.
A CIA afirma que tais experiências foram abandonadas, mas Victor Marchetti, um veterano agente da CIA, tem atestado em várias entrevistas que as experiências com uso de drogas para controle da mente humana jamais foram interrompidas. 

## Trabalhos
- Murray, H. A. (1938). Explorations in Personality. New York: Oxford University Press
- Murray, H. A. (1940). What should psychologists do about psychoanalysis?  Journal of Abnormal and Social Psychology, 35, 150–175
- OSS Assessment Staff. (1948). Assessment of Men: Selection of Personnel for the Office of Strategic Service. New York: Rinehart.
- Murray, Henry A. and Clyde Kluckhohn. (1953) Personality in Nature, Society, and Culture. New York: Knopf